# 修道院改革
修道院改革（しゅうどういんかいかく）は、中世ヨーロッパにおける修道院改革運動で、特に10世紀から11世紀にかけてのクリュニー修道院での改革が著名である。修道院はシモニア（聖職売買）がはびこったり、司祭が結婚するなど腐敗していると改革者にみなされ、聖ベネディクトゥス会則の厳格な遵守によって清められた。

## 修道院改革運動

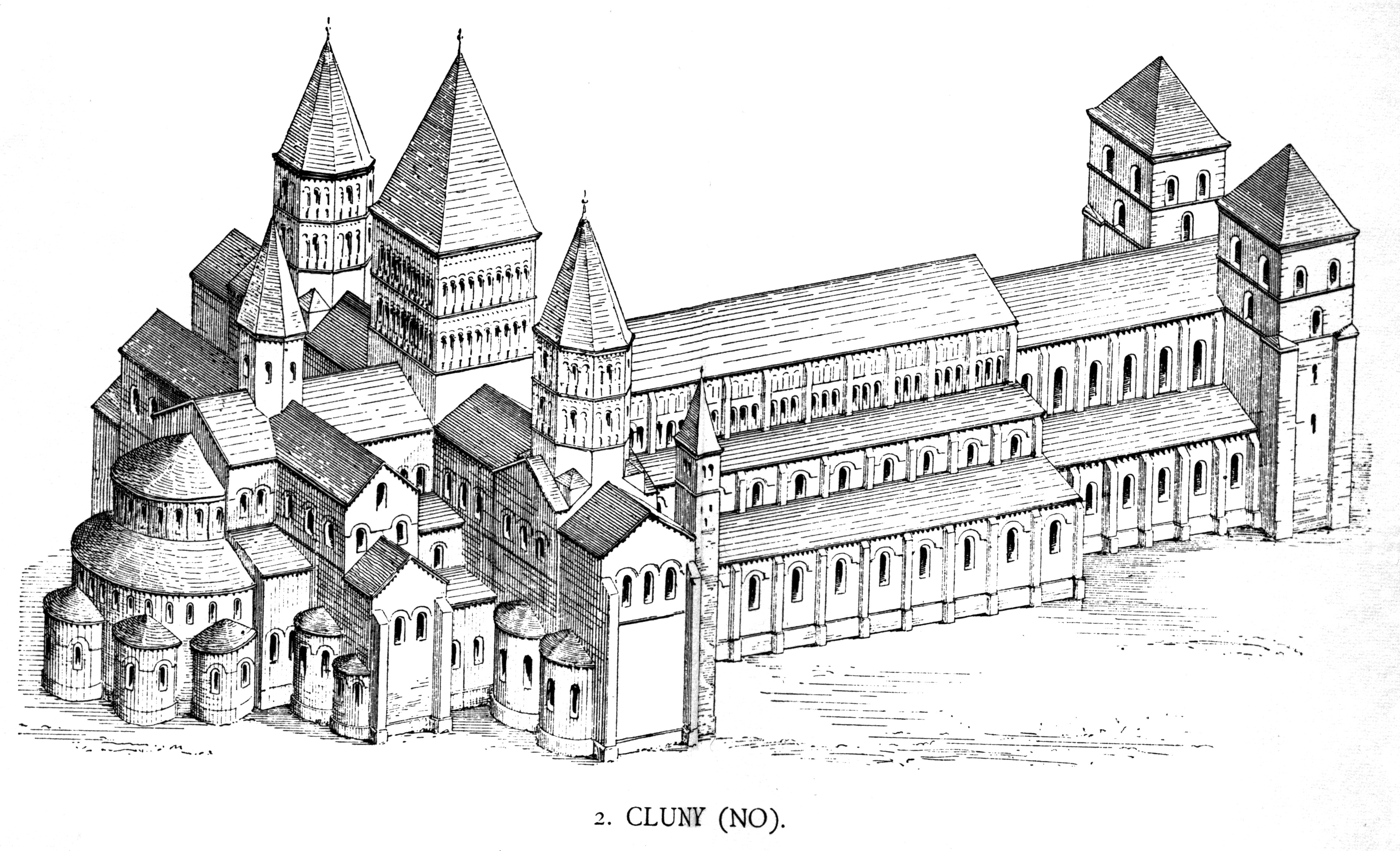
クリュニー修道院
フランス革命によって破壊される以前は、偉容を誇った壮大な修道院であった。アキテーヌ公ギヨームにより設立された。12世紀にいたるまで西ヨーロッパで絶大な影響力を持った

修道院改革運動は、11世紀初頭のロートリンゲンで広がりを見せた。このロートリンゲンの修道院改革に影響を与えたのがクリュニー修道院である。クリュニー修道院は909年ないし910年に教皇以外の一切の権力の影響を受けない自由修道院として設立され、ベネディクトゥスの修道精神に厳格に従うことで、西ヨーロッパに広く影響を与えた。ザリエル朝の皇帝ハインリヒ3世はクリュニーの修道精神に共感し、聖職売買を強く批判し、教会改革を求めた。しかし、後に息子のハインリヒ4世と改革の主導者であったグレゴリウス7世は問題となっていた聖職者の任免権を巡って叙任権闘争で争うことになる。
クリュニー精神の影響を受けたロートリンゲンの修道院は、徐々に修道士団の自立性を唱えるようになり、皇帝権からの自立を目指すようになった。そしてクリュニー精神に基づき、修道院活動を純化し汚れない本来の姿に戻ろうとする動きは、シモニアやニコライティズムに対する批判と軸を同じくした。
クリュニーとは異なる改革を展開した修道院もあり、シュヴァルツヴァルトのヒルサウ修道院改革は、農民階層への積極的な説教活動を通じて、農民の平信徒を助修士として受け入れるものであった。折しも中世ヨーロッパは大開墾時代を迎えており、農民に労働と祈りに勤めよと唱えるこの運動は領主たちの利益にも適い、南ドイツの領主たちはヒルサウ系の修道院の守護権（フォークタイ）を保持しつつ、これを積極的に支援した。貴族の寄進を受けて運動は爆発的に広がり、ヒルサウ系の修道院は150に上った。
教皇主導の教会改革が急進化するに及び、当初は協力的であったクリュニーは教皇庁と距離を置くようになっていった。たとえば改革派が唱える、明らかにドナトゥス派に通じる叙品論に対しては、クリュニーはペトルス・ダミアニとともにこれに反対した。またイスパニアでもカスティーリャ王国に影響を及ぼそうとする教皇の政策に対し、クリュニーはむしろアルフォンソ6世と結びつくことで、これに対抗した。

## 影響

### 修道院の地位向上
ブルグント王国のクリュニー修道院第2代院長オドーは典礼の荘厳化を重視したが、その結果、救霊意識を強めていた貴族の関心を集め、貴族からの土地寄進などによって修道院の影響力が強まった。第5代院長オディローの時代にはクリュニー修道院は教皇直属修道会となり、南フランスでは国王に擬せられるほどの勢力を持った。

### 叙任権闘争と教会改革
修道院の地位向上は、教皇レオ9世の教会改革やグレゴリウス7世のグレゴリウス改革の前提となり、教皇権と皇帝権が争った叙任権闘争の前提となった。クリュニー修道院の改革派は聖職売買を根絶させるために聖職叙任権を世俗権力から教皇に取り戻すために動いた。教皇グレゴリウス7世のグレゴリウス改革ではクリュニー修道院のラゲリウスのオドが教皇代理として活躍し、後にオドはウルバヌス2世として教皇に選出された。
中世ヨーロッパでは、皇帝権と教皇権という2つの権力・権威が相補的役割を果たしていた。11世紀に入ると、この皇帝権と教皇権の関係が叙任権闘争において対立した。叙任権闘争は1075年からヴォルムス協約に至る皇帝権を相手としての俗権叙任に関わる政治闘争である。他方で、教皇レオ9世のランス公会議（1049年）より教会の包括的改革が始まり、グレゴリウス改革に結実する。
教皇レオ9世は聖職者の倫理改革を目指してシモニア根絶を表明し、1049年にローマ、ランス、マインツで立て続けに教会会議を開催し、シモニアによって任命されたと考えられる司教を罷免したり、彼らによって与えられた叙品を否定する意図を明らかにし、ニコライティズムについても禁止を命じたが、これらは抵抗に遭った。ただし、レオ9世の改革の対象はほぼ教会内部に限られており、教権と俗権の関係には及んでいない。その後ニコラウス2世は1059年、ラテラノの教会会議で下級聖職者に限って俗人叙任を明確に禁止した。このときの俗人叙任禁止を司教叙任も含め全聖職者に及ぶと考える研究者もいる。つづくアレクサンデル2世も聖職者の倫理改革に着手し、教皇特使を活用してキリスト教社会に影響を及ぼそうとし、シモニアやニコライティズム（聖職者の妻帯）を強く批判した。こうしてグレゴリウス7世の登極までに改革は着実に進展していた。
叙任権闘争と教会改革の結果、教皇権は、皇帝権に対して一定の自立を勝ち得、その完結性を実現した。また日常生活に関わる秘蹟への関与を強めて民衆の精神支配において影響力を持った。12・13世紀に霊性（スピリトゥアリタス、Spiritualitas）は、人間の「超自然性」「非物質性」を意味し、さらには国家に対する教会法的意味での教会の聖職を指す用語となった。さらにシュタウフェン朝の断絶後に皇帝権が著しく影響力を弱めると、教権は全盛の時代を迎える。
一方で教会改革を通じて高められたキリスト教倫理は、12・13世紀になると、民衆の側から使徒的生活の実践要求という形で教会に跳ね返り、さらには異端運動を生み出す元ともなった。また14世紀に入ると、教皇権は国家単位での充実を果たした俗権の挑戦を受けることになった。
なお野口洋二は、クリュニー精神は世俗権からの「教会の自由」を主張し、この考えがロートリンゲンの修道院運動でシモニア批判に結びつき、グレゴリウス改革で本格的にそれが主張されるという、発展の傾向は認められるが、クリュニーはシモニアに対しては妥協的であったし、クリュニーがグレゴリウス改革を生み出したというよりは、両者が並行して展開しながら間接的に影響し合っていたとみる。
一方、11世紀後半以降の急速な貨幣経済の浸透によって、クリュニー修道院をはじめとするベネディクト会修道院は共通して財政悪化した。

## 年表
- 1047年、クレメンス2世、シモニア断罪[10]。
- 1076年、教皇グレゴリウス7世が神聖ローマ帝国皇帝ハインリヒ4世を破門。
- 1077年1月、カノッサの屈辱(ハインリヒ4世が教皇に贖罪）
- 1095年3月、ウルバヌス2世がピアチェンツァ教会会議で対立教皇による叙任を無効とした。
- 1122年、神聖ローマ皇帝ハインリヒ5世とローマ教皇カリストゥス2世の間で結ばれた政教条約ヴォルムス協約において、聖職叙任権は教会にあり、皇帝は世俗の権威のみを与えるとされた。